# Stone Forsythe
Stone Forsythe (Winter Garden, 29 dicembre 1997) è un giocatore di football americano statunitense che milita nel ruolo di offensive tackle per i New York Giants della National Football League (NFL).

## Carriera

### Seattle Seahawks
Forsythe al college giocò a football a Florida. Fu scelto nel corso del sesto giro (208º assoluto) nel Draft NFL 2021 dai Seattle Seahawks. Debuttò come professionista subentrando nella gara del terzo turno contro i Minnesota Vikings. La sua stagione da rookie si chiuse con 10 presenze, nessuna delle quali come titolare. Nella seconda disputò tutte le 17 partite, di cui una come partente.
Nel secondo turno della stagione 2023, con entrambi i tackle titolari infortunati, Forsythe e Jake Curhan scesero in campo come partenti e contribuirono alla vittoria sui Detroit Lions senza concedere sack, colpi sul quarterback e commettere penalità.

### New York Giants
Il 13 marzo 2025 Forsythe firmò con i New York Giants.